# Александрийская сельская община
Александрийская сельская община (укр. Олександрійська сільська громада) — территориальная община в Ровненском районе Ровненской области Украины.
Административный центр — село Александрия.
Население составляет 10065 человек. Площадь — 206,9 км².
В соответствии с распоряжением Кабинета Министров Украины от 12 июня 2020 года, в состав общины вошла территория Александрийского, Заборольского, Кустинского и Новоукраинского сельских советов Ровненского района.

## Населённые пункты
В состав общины входит 15 сёл:
- Александрия
  - Бояновка
  - Волошки
  - Забороль
  - Кустин
  - Новая Любомирка
  - Пухова
  - Решуцк
  - Святье
  - Сергеевка
  - Три Копцы
- Новоукраинский старостинский округ:
  - Козлин
  - Новая Украинка
  - Радиславка
  - Ремель